# Giggs
Giggs (* 11. Mai 1983; eigentlicher Name Nathaniel Thompson), auch bekannt als Hollowman, ist ein britischer Rapper aus dem Londoner Stadtteil Peckham.

## Karriere
Nathaniel Thompson verließ mit 16 Jahren die Schule. Seinen Spitznamen bekam er wegen seines Lachens (Giggeln). Er wurde mit 20 zu zwei Jahren Gefängnis wegen eines Waffendelikts verurteilt. Danach veröffentlichte er einige Mixtapes alleine – als Hollowman und als Giggs – und zusammen mit seiner Crew Spare No 1 (SN1), bevor 2008 sein Debütalbum Walk in da Park erschien. Es brachte ihm noch nicht den kommerziellen Erfolg, aber immerhin eine Platzierung in den britischen R&B-Charts. Wichtiger war die positive Medienkritik und die Anerkennung der Fachjury bei den BET Awards, die ihn noch im selben Jahr zum besten UK-Act wählte.
Dies verhalf ihm zu einem Plattenvertrag mit XL Recordings. Noch bevor er sein zweites Album veröffentlichte, wurde ihm Anfang 2010 bei der BBC-Prognose Sound of … der bevorstehende Durchbruch vorhergesagt. Im Juni erschien Let Em Ave It und schaffte es tatsächlich in die Top 40 der offiziellen UK-Albumcharts. Außerdem hatte er zwei Singlehits mit Look What the Cat Dragged In und mit Don’t Go There, einer Zusammenarbeit mit dem US-Rapper B.o.B, der kurz zuvor selbst seinen Durchbruch mit einem Nummer-eins-Album gehabt hatte.
Bei seinem nächsten Album When Will It Stop arbeitete Giggs 2013 unter anderem mit Ed Sheeran, Anthony Hamilton und Styles P. zusammen und konnte damit an den Erfolg des Vorgängers anknüpfen. 2015 war er als Gast auf dem Album Integrity von Jme vertreten. Ihr gemeinsamer Song Man Don’t Care kam zwar nur gerade so die Top 100, erreichte aber trotzdem Silber-Status für 200.000 verkaufte Einheiten.
Im Jahr darauf erschien das vierte Album Landlord über das eigene Label SN1 Records. Damit gelang ihm der Sprung nach vorne bis auf Platz 2 der Charts. Die Single Lock Doh brachte ihm seine erste eigene Silber-Auszeichnung. Im März 2017 war er auf dem Album More Life des kanadischen Rappers Drake bei zwei Songs vertreten. Da inzwischen Albumverkäufe und -streaming auch für die Singlecharts zählten, gelangen ihm nicht nur die beiden höchsten Singleplatzierungen bis dahin in den UK-Charts, sondern auch zwei Platzierungen in den US-Singlecharts.
Zwei Jahre später kehrte er mit dem Album Big Bad … zurück, konnte aber den ganz großen Erfolg nicht halten. Neben einer Top-10-Platzierung gab es immerhin noch zwei Top-50-Songs mit einmal Silber. Bereits 2020 ließ er das nächste Album Now or Never  folgen, damit verpasste er aber nach 7 Jahren wieder die Top 10. Auch seine Singles und Kollaborationen brachten keine vorderen Platzierungen mehr.

## Diskografie

### Studioalben
| Jahr | Titel             | Höchstplatzierung, Gesamtwochen, AuszeichnungChartsChartplatzierungen (Jahr, Titel, Platzierungen, Wochen, Auszeichnungen, Anmerkungen) | Anmerkungen                            |
| Jahr | Titel             | UK | Anmerkungen                            |
| ---- | ----------------- | --- | -------------------------------------- |
| 2008 | Walk in da Park   | — | Erstveröffentlichung: 4. August 2008   |
| 2010 | Let Em Ave It     | UK35 (2 Wo.)UK | Erstveröffentlichung: 21. Juni 2010    |
| 2013 | When Will It Stop | UK21 (2 Wo.)UK | Erstveröffentlichung: 14. Oktober 2012 |
| 2016 | Landlord          | UK2 Silber · (9 Wo.)UK | Erstveröffentlichung: 5. August 2016   |
| 2019 | Big Bad …         | UK6 (4 Wo.)UK | Erstveröffentlichung: 22. Februar 2019 |
| 2023 | Zero Tolerance    | UK48 (1 Wo.)UK | Erstveröffentlichung: 18. August 2023  |

### Mixtapes
| Jahr | Titel        | Höchstplatzierung, Gesamtwochen, AuszeichnungChartsChartplatzierungen (Jahr, Titel, Platzierungen, Wochen, Auszeichnungen, Anmerkungen) | Anmerkungen                            |
| Jahr | Titel        | UK | Anmerkungen                            |
| ---- | ------------ | --- | -------------------------------------- |
| 2017 | Wamp 2 Dem   | UK2 Silber · (6 Wo.)UK | Erstveröffentlichung: 6. Oktober 2017  |
| 2020 | Now or Never | UK15 (2 Wo.)UK | Erstveröffentlichung: 6. November 2020 |

### Singles als Leadmusiker
| Jahr | Titel Album                                | Höchstplatzierung, Gesamtwochen, AuszeichnungChartsChartplatzierungen (Jahr, Titel, Album, Platzierungen, Wochen, Auszeichnungen, Anmerkungen) | Anmerkungen                                            |
| Jahr | Titel Album                                | UK | Anmerkungen                                            |
| --- | ------------------------------------------ | --- | ------------------------------------------------------ |
| 2010 | Don’t Go There Let Em Ave It               | UK60 (1 Wo.)UK | Erstveröffentlichung: 20. Februar 2010 feat. B.o.B     |
| 2010 | Look What the Cat Dragged In Let Em Ave It | UK53 Silber · (1 Wo.)UK | Erstveröffentlichung: 6. Juni 2010                     |
| 2016 | Lock Doh Landlord                          | UK52 Platin · (15 Wo.)UK | Erstveröffentlichung: 26. September 2016 feat. Donae’o |
| 2017 | Linguo Wamp 2 Dem                          | UK28 Silber · (9 Wo.)UK | Erstveröffentlichung: 29. November 2017 feat. Donae’o  |
| 2019 | 187 Big Bad …                              | UK42 (1 Wo.)UK | Erstveröffentlichung: 21. Februar 2019                 |
| 2019 | Baby Big Bad …                             | UK48 Silber · (9 Wo.)UK | Erstveröffentlichung: 2019                             |
| 2020 | Buff Baddies Now or Never                  | UK64 (1 Wo.)UK | Erstveröffentlichung: 2020                             |
| 2022 | Just Coz –                                 | UK42 (3 Wo.)UK | Erstveröffentlichung: 28. April 2022 mit Aitch         |
| Folgende Lieder erschienen nicht als Single, wurden aber durch das Album zum Download und Streaming bereitgestellt und konnten somit eine Platzierung erlangen: |                                            | |                                                        |
| |                                            | |                                                        |
| 2017 | Ultimate Gangsta Wamp 2 Dem                | UK51 (1 Wo.)UK | feat. 2 Chainz                                         |
| 2017 | Peligro Wamp 2 Dem                         | UK53 Gold · (2 Wo.)UK | feat. Dave                                             |
| 2020 | Straight Murder Now or Never               | UK35 Silber · (3 Wo.)UK | feat. Dave                                             |
| 2023 | Incredible Sauce Zero Tolerance            | UK65 Silber · (10 Wo.)UK | feat. Dave                                             |

Weitere Singles
- 2009: Slow Songs (feat. the Streets)
- 2010: Hustle On
- 2010: Talkin The Hardest (UK: Gold)
- 2013: (Is It Gangsta?) Yes Yes Yes
- 2015: Who’s Dat?
- 2016: The Blow Back (feat. Stormzy & Dubz)
- 2016: Whippin’ Excursion (UK: Silber)
- 2017: The Essence (UK: Silber)

### Singles als Gastmusiker
| Jahr | Titel Album               | Höchstplatzierung, Gesamtwochen, AuszeichnungChartplatzierungen (Jahr, Titel, Album, Platzierungen, Wochen, Auszeichnungen, Anmerkungen) | Höchstplatzierung, Gesamtwochen, AuszeichnungChartplatzierungen (Jahr, Titel, Album, Platzierungen, Wochen, Auszeichnungen, Anmerkungen) | Anmerkungen                                                                         |
| Jahr | Titel Album               | UK | US | Anmerkungen                                                                         |
| --- | ------------------------- | --- | --- | ----------------------------------------------------------------------------------- |
| 2019 | 10/10 Upon Reflection     | UK97 (1 Wo.)UK | — | Erstveröffentlichung: 10. Oktober 2019 Wretch 32 feat. Giggs                        |
| 2021 | Crud Conflict of Interest | UK88 (1 Wo.)UK | — | Erstveröffentlichung: 17. Februar 2021 Ghetts feat. Giggs                           |
| 2022 | Lean Chasing Euphoria     | UK93 (1 Wo.)UK | — | Erstveröffentlichung: 17. März 2022 M Huncho feat. Giggs                            |
| Folgende Lieder erschienen nicht als Single, wurden aber durch das Album zum Download und Streaming bereitgestellt und konnten somit eine Platzierung erlangen: |                           | | |                                                                                     |
| |                           | | |                                                                                     |
| 2010 | Game Over Third Strike    | UK22 (10 Wo.)UK | — | Tinchy Stryder mit Tinie Tempah, Professor Green, Devlin, Example, Chipmunk & Giggs |
| 2015 | Man Don’t Care More Life  | UK100 Platin · (1 Wo.)UK | — | Jme feat. Giggs                                                                     |
| 2017 | KMT More Life             | UK9 Platin · (11 Wo.)UK | US48 (2 Wo.)US | Drake feat. Giggs                                                                   |
| 2017 | No Long Talk More Life    | UK17 Silber · (5 Wo.)UK | US40 (2 Wo.)US | Drake feat. Giggs                                                                   |
| 2017 | Active Brixton            | UK90 (2 Wo.)UK | — | Sneakbo feat. Giggs                                                                 |
| 2018 | PNG Golden Boy            | UK96 (1 Wo.)UK | — | Kojo Funds feat. Giggs                                                              |
| 2019 | Nothing but Net AJ Tracey | UK99 (1 Wo.)UK | — | AJ Tracey feat. Giggs                                                               |

Weitere Gastbeiträge
- 2016: 3 Wheel-Ups (Kano feat. Wiley & Giggs, UK: Gold)
- 2017: Trigger Bang (Lily Allen feat. Giggs)